# Pillbox

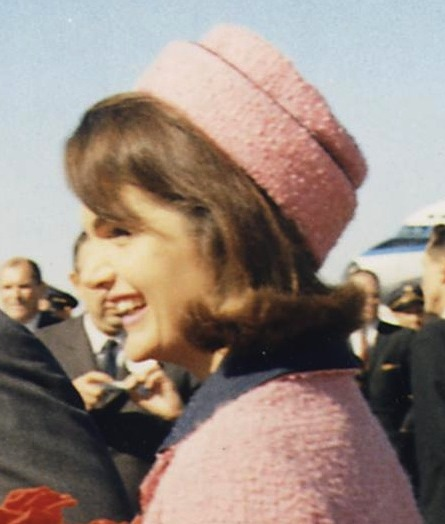
Jacqueline Kennedy con un pillbox, a su llegada al aeropuerto de Dallas el 22 de noviembre de 1963.

El pillbox es un tipo de sombrero femenino más bien pequeño, redondo y de bordes altos, sin ala y plano en la parte superior.
Como variante de la forma básica del sombrero, el pillbox tiene una larga historia y es el tocado de trajes tradicionales en muchas regiones del mundo. A mediados del siglo XIX y hasta la década de 1900, también se convirtió en parte del uniforme de algunas unidades militares. El tipo empleado como sombrero de mujer de moda apareció en la década de 1930 y se generalizó particularmente en la década de 1960. Como sombrero femenino, suele ser de un solo color, hecho de lana, terciopelo, seda o piel y generalmente carente de toda ornamentación o con un solo alfiler de sombrero, una sola piedra preciosa o perla, o un pequeño velito vaporoso o de redecilla.
El término inglés pillbox significa literalmente "pastillero" debido a la forma del sombrero, similar a la de los botes de pastillas y píldoras durante el siglo XIX y el XX hasta los años 1960, en que empezó a ser más común el blíster.

## Desarrollo

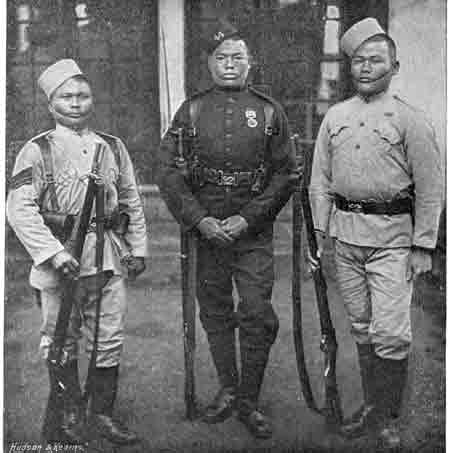
Miembros de un regimiento gurkha nepalí, 1896.

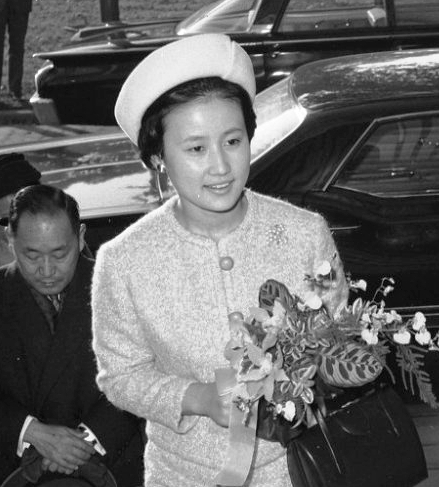
Princesa Hanako Hitachi con sombrero pillbox; 1965.

Un precursor del pastillero es la birreta, un sombrero rígido sin ala que, a diferencia del pastillero, no era redondo sino cuadrado. Desde el siglo XIII hasta el XIX, los clérigos cristianos católicos lo usaron como signo de su cargo. Durante el Renacimiento, ciertas formas modificadas también fueron comunes en la moda femenina. Estos gorros rígidos, anchos y planos solían estar hechos de seda o terciopelo, bordados con hilo de oro y decorados con perlas. A menudo se usaban junto con un velo. Los sombreros de esta forma fueron y también son usados por varios grupos étnicos alrededor del mundo como tocados para hombres y / o mujeres como parte de los trajes tradicionales. Los grupos étnicos a los que se aplica esto se encuentran en Grecia, Turquía, Albania, Montenegro, Rusia, Irán, Pakistán, Nepal, Uzbekistán, Tayikistán y los Miao, un grupo étnico del sur de China.
Esta forma de sombrero fue adoptada en el siglo XIX en diferentes partes del mundo como parte de los uniformes militares. Por lo general, el sombrero usado en el ejército tenía una correa para la barbilla o barboquejo. A menudo se llevaba colocado ligeramente de lado en la cabeza y empujado hacia la frente. Tomado de los militares, también se adoptó para los uniformes de trabajo civil en la industria de los servicios; en particular, los botones de los hoteles lujosos y exclusivos estaban equipados con estos sombreros, que por lo general todavía tenían una correa para la barbilla. Este uniforme característico se hizo muy conocido a través de un anuncio de la tabacalera Philip Morris, que anunciaba sus cigarrillos de 1930 a 1960 con la figura de un botones de hotel vestido de esta manera. Posteriormente, el pillbox se generalizará en los uniformes de azafata de vuelo.
El momento en el que esta forma empezó a verse en la sombrerería femenina fue en los años 1930 y se hizo más común en la moda femenina en la década de 1950: era especialmente adecuado para las mujeres que preferían un estilo elegante pero sencillo. El auge de la moda se produjo en paralelo a la creciente popularidad del sobrio traje Chanel, que rápidamente encontró numerosas usuarias, especialmente en América del Norte, desde mediados de la década de 1950. Sin embargo, no se convirtió en un clásico en la historia de la moda hasta principios de la década de 1960. Durante este tiempo, el sombrero pastillero se hizo conocido mundialmente como un accesorio de moda a través de Jacqueline Kennedy, quien, como esposa de John F. Kennedy, fue la primera dama estadounidense desde enero de 1961 hasta noviembre de 1963. Kennedy, que atrajo mucha atención de los medios y fue considerada una de las mujeres mejor vestidas del mundo, poseía numerosos sombreros de diferentes colores de esta forma. Por lo general, los usaba en una versión algo más ancha que la común en la década anterior. El diseñador de sus sombreros fue principalmente el diseñador de moda estadounidense Halston.

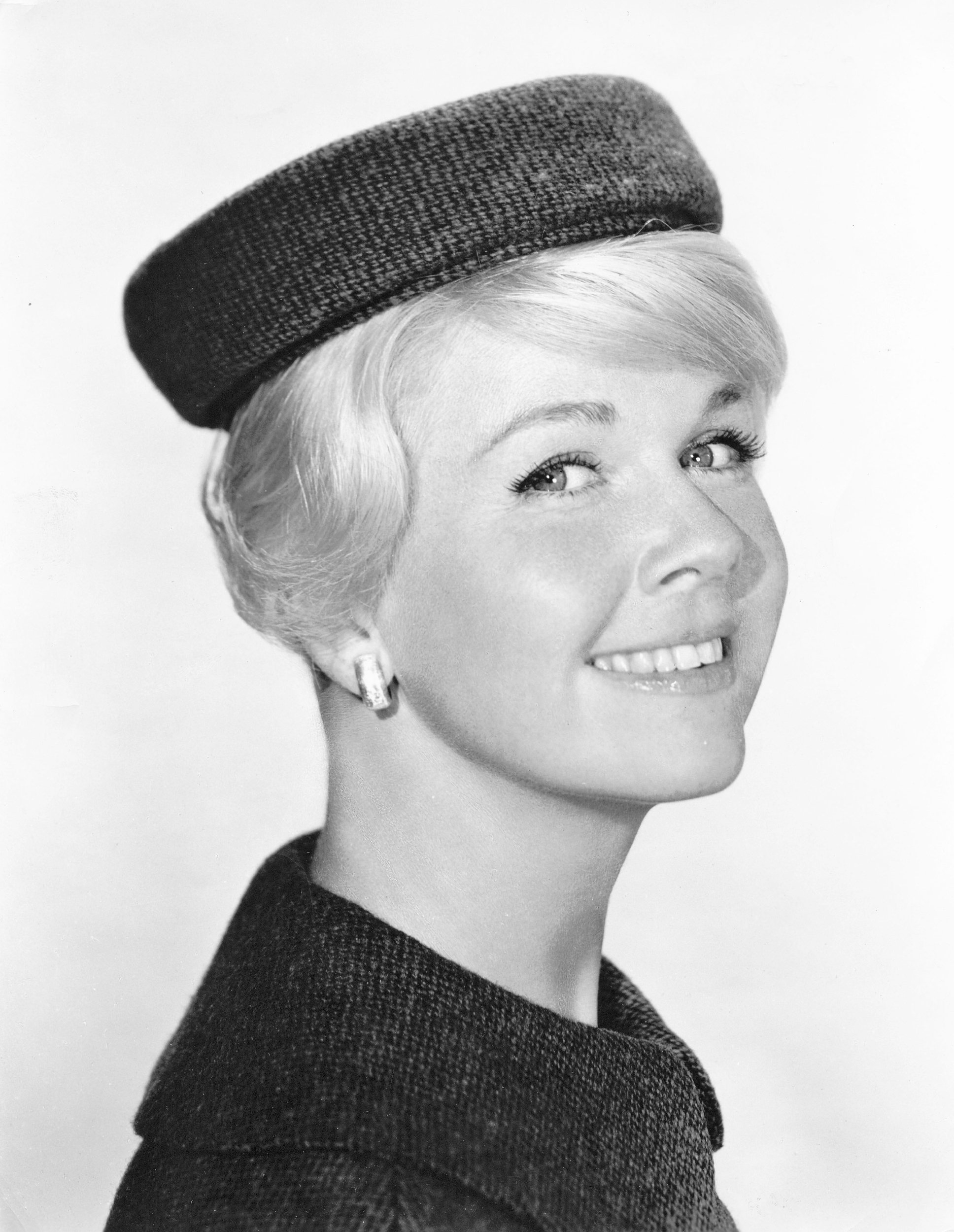
Doris Day en una foto promocional de la película Midnight Lace, 1960.

Los sombreros pastillero todavía se usan en uniformes civiles. Forma parte del uniforme profesional de las azafatas de vuelo de varias aerolíneas. También se usa a menudo en ocasiones formales. Carla Bruni usó un sombrero pillbox en 2008 cuando hizo una de sus primeras apariciones públicas como esposa del presidente francés Nicolas Sarkozy. Catalina, duquesa de Cambridge, usó un pillbox rojo, entre otras cosas, durante una visita oficial a Australia.

## En la cultura popular

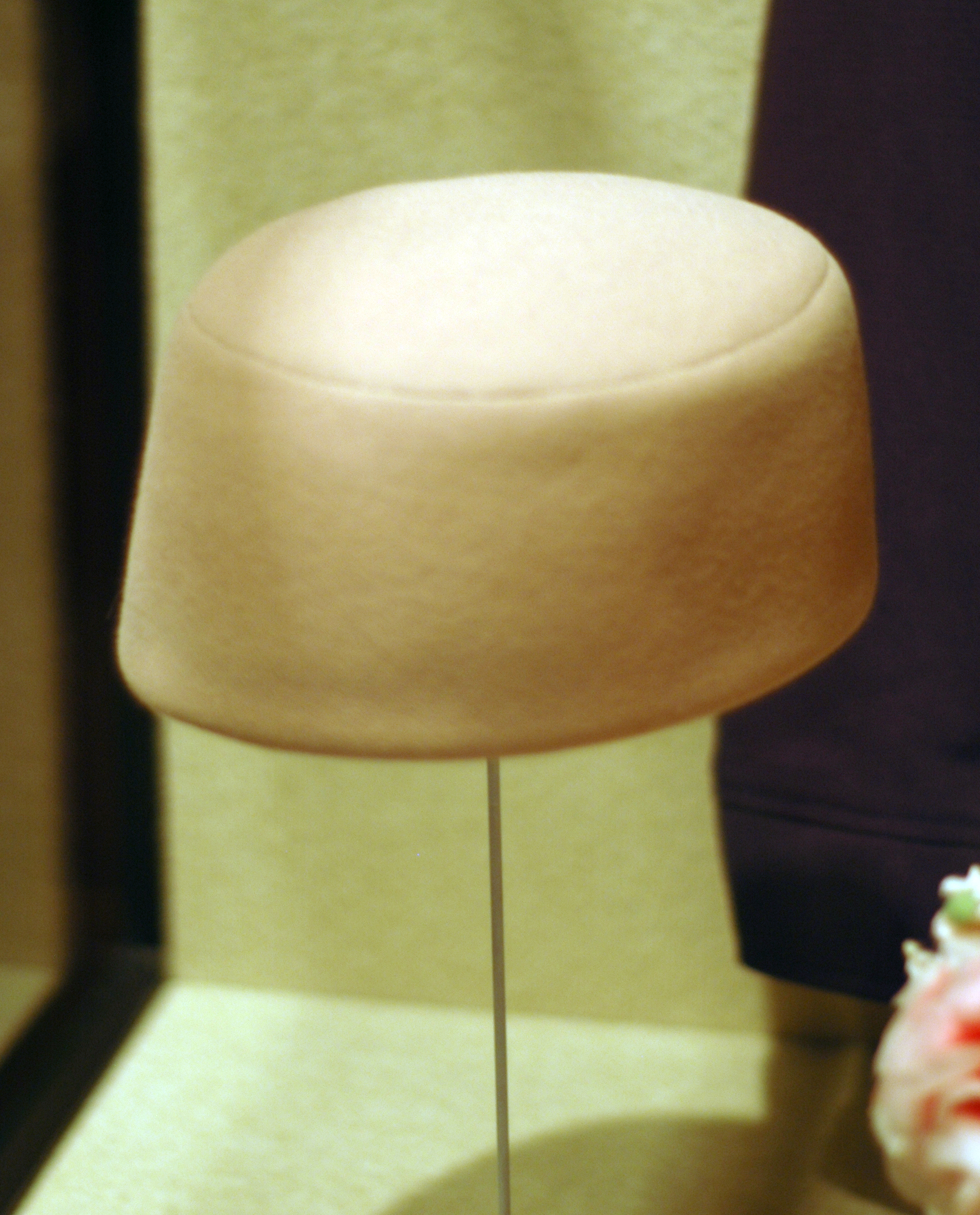
Uno de los pillbox de Jacqueline Kennedy, en la Biblioteca y Museo Presidencial Harry S. Truman.

- En la canción de 1966 Leopard-Skin Pill-Box Hat, Bob Dylan comenta sobre la usuaria de ese sombrero, un pillbox, que en realidad se asocia con una elegancia simple, pero que está hecho de un material tan llamativo como la piel de leopardo.
- La tienda de ropa de Deutsche Lufthansa lleva el nombre de Pillbox, ya que el sombrero ha vuelto a formar parte de los uniformes de las auxiliares de vuelo empleadas por esta empresa desde 2005.[4]